# Schlacht bei Chotyn (1673)
Ładyżyn – Humań – Kamieniec Podolski – Korzec – Lemberg – Krasnobród – Narol – Niemirów – Komarno – Petranka – Kałusz – Chotyn – Lesienice – Trembowla – Wojniłów – Żurawno
Die Schlacht bei Chotyn (polnisch: Chocim; rumänisch: Hotin; türkisch: Hotin; ukrainisch: Хотин/Chotyn) war eine Schlacht des Osmanisch-Polnischen Krieges von 1672–1676 und fand am 11. November 1673 bei der namensgebenden Stadt Chotyn in der heutigen ukrainischen Oblast Tscherniwzi zwischen den siegreichen polnischen Truppen unter Großhetman Johann (Jan) Sobieski und den unterlegenen osmanischen Truppen unter Hüseyin Paşa statt.

## Vorgeschichte
Nachdem die 35.000 Mann starke osmanische Armee unter Hüseyin Paşa von Silistrien Winterquartier bei der Festung Chotyn bezogen hatte, entschloss sich der polnische Großhetman Johann Sobieski diese mit seiner 30.000 Mann starken Armee anzugreifen. Durch einen Eilmarsch erreichte er am 9. November 1673 die gut befestigte Festung am Dnister, die nach dem Osmanisch-Polnischen Krieg 1620–1621 weiter ausgebaut worden war.

## Verlauf
Der erste Angriff der Polen auf osmanische Stellungen fand am 10. November, die Schlacht selbst am darauf folgenden Tag statt. Nachdem die Polen die Schlacht mit einer Kanonensalve eröffnet hatten, konnten polnischen Infanteristen und Dragoner Lücken in die Verteidigung der Osmanen reißen, durch welche die Reiterei dringen und die Türken attackieren konnte. Die panisch gewordene osmanische Armee versuchte daraufhin, sich auf das andere Dnisterufer zurückzuziehen, aber die einzige Brücke über den Fluss lag in der Schusslinie der polnischen Feldgeschütze und die überladene Konstruktion brach schnell zusammen, sodass hunderte von Menschen und Pferden in dem kalten Fluss ums Leben kamen. Lediglich 4000 Osmanen gelang, durch die leichte polnische Kavallerie verfolgt, die Flucht ins osmanisch besetzte Kamjanez. Der Rest der osmanischen Armee wurde gefangen genommen. Die polnischen Verluste betrugen etwa 1500 Mann.

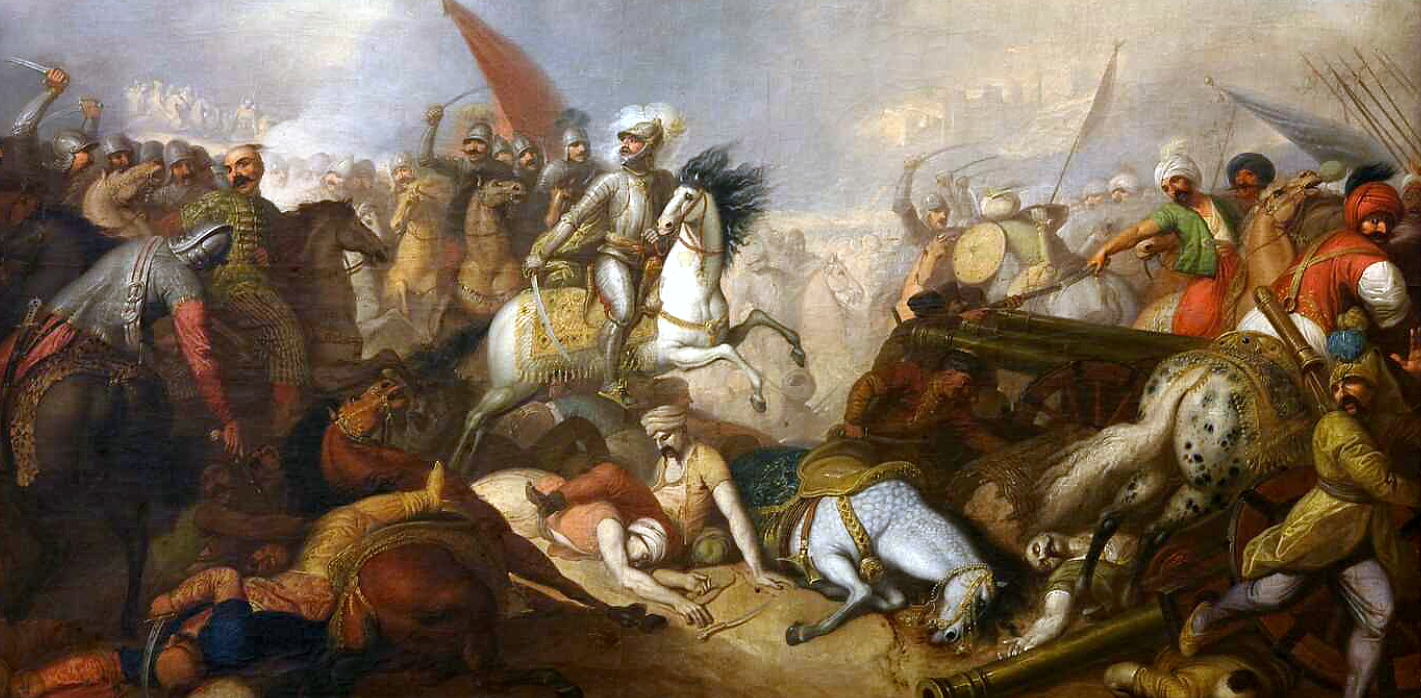
Franciszek Smuglewicz vor 1797: Schlacht von Chotyn

## Folgen
Die Schlacht bei Chotyn endete in einem vollständigen Sieg der polnisch-litauisch Truppen über die der Osmanen. Durch den Sieg gewannen die Polen die Festung Chotyn mit großen Vorräten an Lebensmitteln und Militärgerät. Aber weder wurde durch die Schlacht der Krieg beendet noch wurde das im Vorjahr von den Osmanen besetzte Kamjanez befreit. Jedoch hob der Sieg sowohl das Ansehen der polnischen Armee insgesamt als auch das des Heerführers Johann Sobieskis, der nach der Schlacht den Spitznamen Löwe von Chotyn erhielt und nach dem Tod von Michael I. bei der Freien Wahl 1674 zum polnischen König gewählt wurde.